# 톰 케니
토머스 제임스 "톰" 케니(영어: Thomas James "Tom" Kenny, 1962년 7월 13일 ~ )는 미국의 코미디언이자 성우이다. 네모바지 스폰지밥의 스폰지밥 역으로 유명하다. 

## 출연 작품

### TV 애니메이션
- 우당탕탕 로코와 친구들 - 헤퍼 울프
- 네모바지 스폰지밥 - 스폰지밥, 핑핑이, 해적 패치(실사 인물) ※ 배우자인 질 탤리는 캐런을 맡았다.
- 덕 다저스 - 플레임 벨벳, 호스트
- 만능 수리공 매니 - 로파트, 팻
- 어드벤처 타임 - 아이스 킹
- 애니매니악스
- 덱스터의 실험실 - 발 헬렌, 더글러스  E.모디카이
- 캣독 - 독, 클리프
- 퓨처라마 - 얀시 프라이
- 레이브 - 그리프
- 톰과 제리 - 고든
- 라즐로 캠프 - 슬링크맨
- 스턴트 악동 킥 버토우스키 - 카일 버토우스키
- 라푼젤 - 경비
- 트랜스포머2 - 스키즈, 머드플랩
- 트랜스포머 애니메이티드 - 스타스크림, 스카이워프, 선더크래커, 제트파이어
- 트랜스포머 로봇 인 디스가이즈 - 나이트스트라이크

### 극장 애니메이션
- 곰돌이 푸 - 토끼
- 스폰지밥 무비: 핑핑이 구출 대작전 - 스폰지밥